# 下叶罗戈德斯科耶农村居民点
下叶罗戈德斯科耶农村居民点（俄语：Сельское поселение Нижнеерогодское）是俄罗斯联邦沃洛格达州大乌斯秋格区所属的一个农村居民点。其下辖有24个居民点，行政中心为洛杰伊卡。据2015年统计，该农村居民点的人口为234人。